# HD 75898 b
HD 75898 b (Veles) divovski je plinoviti planet koji kruži oko zvijezde HD 75898 Stribor. Gotovo je trostruko (točnije 2,71 puta) masivniji od Jupitera i potrebna su mu 422,9 dana da jedanput obiđe oko svoje zvijezde, od koje je udaljen 1,191 astronomsku jedinicu. Veles je otkriven metodom otkrivanja egzoplaneta koja se zove metoda radijalne brzine. Veles je otkriven 2007. godine takvim opažanjima sa zvjezdarnice W. M. Keck Observatory na Havajima u SAD-u.
Planet Veles, dok kruži oko Stribora, čas se nalazi u Risu, čas se nalazi u Raku. Nalazi se na koordinatama 08h 53m 50,8053s po rektascenziji i +33° 03′ 24,5230″ po deklinaciji.